# Darren Hall
Darren James Hall (Londres, 25 de octubre de 1965) es un deportista británico que compitió en bádminton para Inglaterra en la modalidad individual.
Ganó dos medallas en el Campeonato Europeo de Bádminton, oro en 1988 y plata en 1990.

## Palmarés internacional
| Representando a Inglaterra |                        |                  |            |
| Campeonato Europeo         |                        |                  |            |
| Año                        | Lugar                  | Medalla          | Prueba     |
| 1988                       | Kristiansand (Noruega) | Medalla de oro   | Individual |
| 1990                       | Moscú (URSS)           | Medalla de plata | Individual |